# 31-я отдельная гвардейская десантно-штурмовая бригада
31-я отдельная гвардейская десантно-штурмовая ордена Кутузова бригада (сокр. 31 одшбр, в/ч 73612) — тактическое соединение Воздушно-десантных войск Российской Федерации, существовавшее в период 1998—2023 гг..
Бригада дислоцирована на проспекте Генерала Маргелова в Новом городе города Ульяновска и в посёлке Поливно. С 2005 года бригада переведена на контрактную систему комплектования.
В 2023 году бригада переформирована в 104-ю гвардейскую десантно-штурмовую дивизию.

## История формирования
В феврале 1993 года 104-я гвардейская воздушно-десантная дивизия начала передислокацию из Республики Азербайджан в город Ульяновск.
К 1 мая 1998 года дивизия была переформирована в 31-ю отдельную гвардейскую воздушно-десантную бригаду, а с 1 декабря 2006 года переименована в 31-ю отдельную гвардейскую десантно-штурмовую ордена Кутузова бригаду. С 2013 года соединение входит в состав Сил оперативного реагирования ОДКБ, обеспечивая мир между конфликтующими сторонами в зонах ответственности. Опыт таких миссий десантники имеют со времен дислокации дивизии в Азербайджане, когда приходилось сопровождать гуманитарные конвои в Сараево. Сейчас это направление деятельности соединения является основным.
Сводная батальонная тактическая группа 31-й бригады участвовала в вооружённом конфликте в Грузии в августе 2008 года.
1 августа 2012 года 31-ю бригаду посетил Президент РФ В. В. Путин. Верховный главнокомандующий возложил цветы к мемориалу, установленный на территории соединения в память о погибших десантников, понаблюдал за тренировкой бойцов бригады и пообщался с личным составом.
На территории бригады есть церковь Илии пророка.
Рядом с территорией бригады разбит парк и установлен памятник «десантнику № 1», Герою Советского Союза, генералу армии Василию Филипповичу Маргелову.
В 2017 году бригада перевооружена на БМД-4М и БТР-МДМ. На вооружение соединения приняты комплексы РЭБ Леер-2 и Инфауна, беспилотники «Орлан-10», «Тахион» и «Элерон-3СВ».
По итогам 2017 года бригада стала лучшей среди десантно-штурмовых соединений ВДВ России.
6 мая 2018 года соединение отметило 20-летний юбилей. Военнослужащие организовали шоу для ветеранов ВДВ и гостей, прибывших на юбилей. «День открытых дверей» посетило более 1000 жителей города Ульяновска и области, а также ветеранов ВДВ, прибывших из 20 регионов страны.

## Участие в боевых действиях

### Вторая чеченская война
31-я бригада участвовала во Второй чеченской войне. По данным организации «Союз десантников России», в ходе войны погибли 34 десантника бригады, среди которых — 1 майор и 3 младших офицера.

### Захват парламента Крыма
Военнослужащие бригады участвовали в силовом захвате парламента Крыма в феврале 2014 года. Как минимум двое военнослужащих бригады, Николай Козлов и Алексей Иванов, участвовали в охране здания в форме украинского спецподразделения «Беркут» .

### Война в Донбассе
Военнослужащие бригады участвовали в боях под Иловайском в августе 2014 года. Один из десантников 31-й бригады, Никита Козлов, потерял ногу в летних боях в Донбассе. Трое военнослужащие бригады, Руслан Ахмедов, Арсений Ильмитов и Никита Генадьевич, 28 августа 2014 года попали в плен под Иловайском, как минимум трое (Николай Бушин из Ульяновска, Ильнур Кильчинбаев из деревни Альмясово, Александр Белозеров из поселка Новая Майна) десантников бригады погибли.

### Вторжение России на Украину
В 2022 году бригада принимает участие во вторжении на Украину. 6 марта в ходе боев за Гостомель российские десантники понесли, по данным Русской службы Би-би-си, наибольшие одномоментные потери: только по открытым источникам установлена гибель как минимум 27 солдат и офицеров, в основном из 31-й бригады ВДВ. По подсчетам «Медиазоны» на 1 июня 2022 года, 31-я бригада ВДВ потеряла погибшими не менее 52 человек, в том числе командира батальона, майора Дениса Ягидарова. Местами гибели десантников называют Гостомель под Киевом и Волноваху в Донецкой области.
Весной 2023 года бригада понесла большие потери при захвате Бахмута. Общее число убитых и тяжелораненых сравнимо с довоенным числом служащих в бригаде.
На сентябрь 2023 года, по данным из открытых источников, было убито более 170 служащих бригады, 17 % из которых — офицеры. Погиб, среди прочих, командир бригады полковник А. Кондрашкин.

## Состав
В состав бригады (войсковая часть 73612) на 2017 год входят:
- Управление и штаб;
- 1-й десантно-штурмовой батальон;
- 2-й десантно-штурмовой батальон;
- 3-й парашютно-десантный батальон;
- гаубичный артиллерийский дивизион;
- самоходный артиллерийский дивизион;
- зенитная ракетная батарея;
- противотанковая батарея;
- стрелковая рота снайперов;
- разведывательный батальон;
- рота РЭБ;
- рота связи;
- станция фельдъегерской почтовой связи
- инженерная рота;
- рота десантного обеспечения;
- медицинская рота;
- ремонтная рота;
- рота материального обеспечения;
- рота РХБ защиты;
- взвод управления начальника артиллерии;
- комендантский взвод.

## Полигон
Для практики бригада имеет собственный полигон «Поливно», где в ходе повседневной боевой учёбы постоянно отрабатываются все элементы и вопросы боевого слаживания воинского коллектива. Обучение направлено на выработку умений и навыков, необходимых для выполнения обязанностей, правильных и согласованных действий при выполнении боевых задач.
Помимо собственного полигона, бригада регулярно участвует в учениях по всей России и странам ближнего зарубежья. Так в 2017 году в ходе учения Коллективных сил оперативного реагирования Организации Договора о коллективной безопасности (КСОР ОДКБ) «Боевое братство-2017» десантники совершили десантирование в горах Таджикистана.

## Награжденные званием Героя России
- Игошин, Роман Викторович — командир разведывательного взвода 31-й отдельной десантно-штурмовой бригады. Посмертно присвоено звание Героя России 23 марта 2000 года.
- Галкин, Григорий Николаевич — командир взвода управления артиллерийской батареи, Герой Российской Федерации 14 февраля 2001 года.
- Ягидаров, Денис Сергеевич — командир десантно-штурмового батальона. Посмертно присвоено звание Героя России 18 апреля 2022 года.
- Хамхоев, Адам Ерахович — командир десантно-штурмовой роты. Посмертно присвоено звание Героя России 27 июня 2022 года.
- Осокин Алексей Николаевич — командир десантно-штурмового батальона. Посмертно присвоено звание Героя России.
- Шишков Александр Владимирович — заместитель командира десантно-штурмового батальона. Посмертно присвоено звание Героя России 3 сентября 2022 года[33].
- Иштуганов Сергей Вячеславович — заместитель командира бригады (2022)[34][35].
- Кондрашкин, Андрей Владимирович —  командир 31-й отдельной десантно-штурмовой бригады, известный под позывным «Дунай». Посмертно присвоено звание Героя России.

## Командиры
- Орлов Вадим Иванович (1998—2000);
- Капустин, Сергей Евгеньевич (2000—2001);
- Никульников Николай Сергеевич (2001—2005);
- Кочетков Владимир Анатольевич (2005—2007);
- Волык Сергей Николаевич (2007—2008);
- Рагозин, Алексей Николаевич (2008—2010);
- Глушенков Дмитрий Валерьевич (2010—2012);
- Анашкин Геннадий Владимирович (август 2012 — июль 2014);
- Овчаров Дмитрий Сергеевич (июль 2014 — август 2017);
- Стэсев Андрей Васильевич † (август 2017 — 13 июня 2019); [a]
- Гуназа, Виктор Игоревич (13 июля 2019 — октябрь 2020);[36]
- Селивёрстов Владимир Вячеславович (октябрь 2020 — июль 2021);
- Карасев, Сергей Павлович (июль 2021 — ?);
- Кондрашкин Андрей Владимирович (2022 — погиб в Украине в сентябре 2023 года)[28];
- Золотарёв Роман Валентинович — временно исполняющий обязанности командира (с 3.2023[37][38], с 9.2023 — Врио 104-й дшд)[39];
- Владимир Демьянов — временно исполняющий обязанности командира, гвардии подполковник. (2023-2024 гг).[40]

## Галерея

Большая эмблема бригады
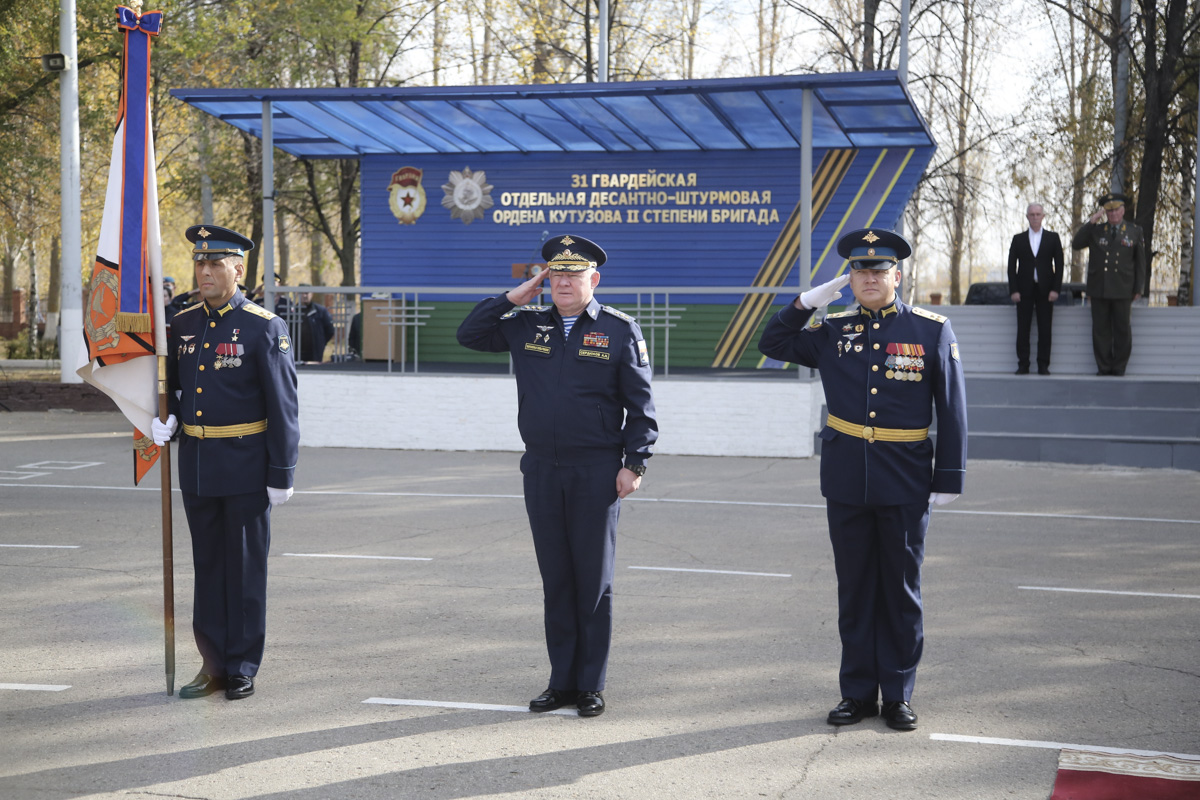
Командир бригады с 2020 года гв. п-к Селивёрстов, командующий ВДВ генерал-полковник Сердюков, командир бригады (2019—2020) гв. п-к Гуназа, 14.10.2020
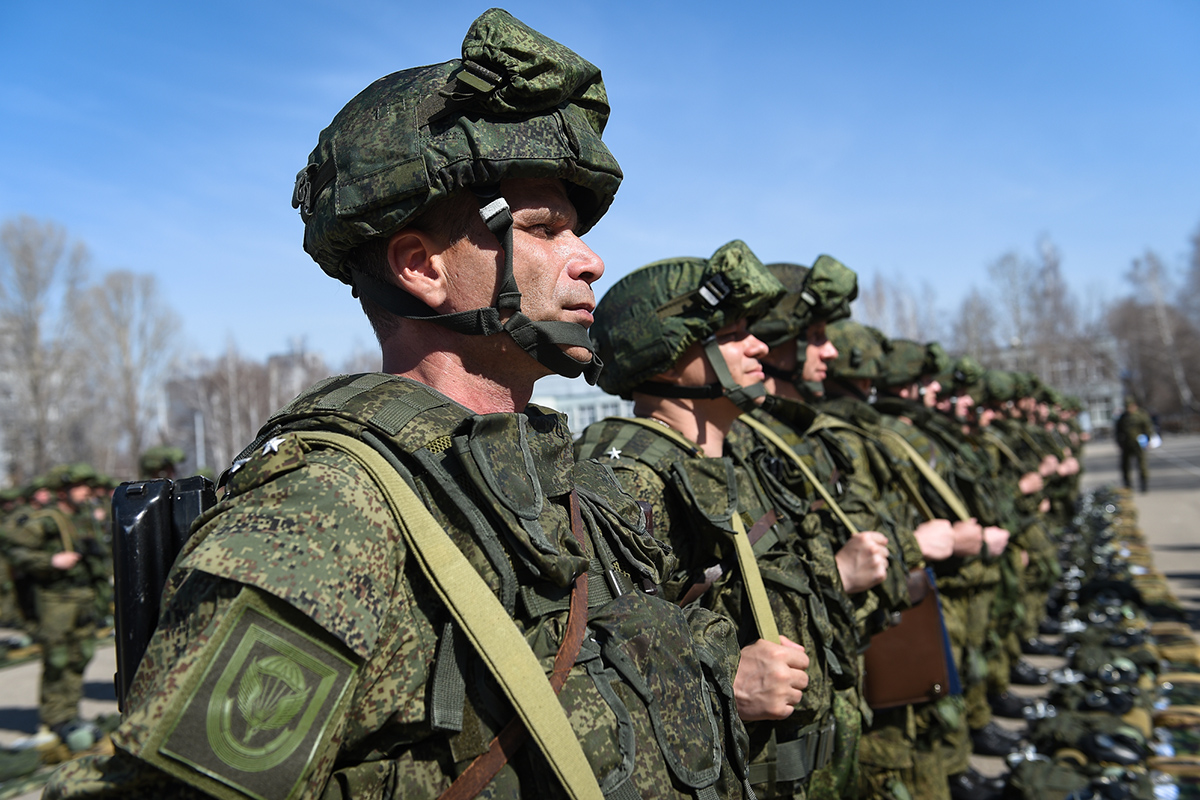
Инспекция в 31-й гв. одшбр. 17 апреля 2018.
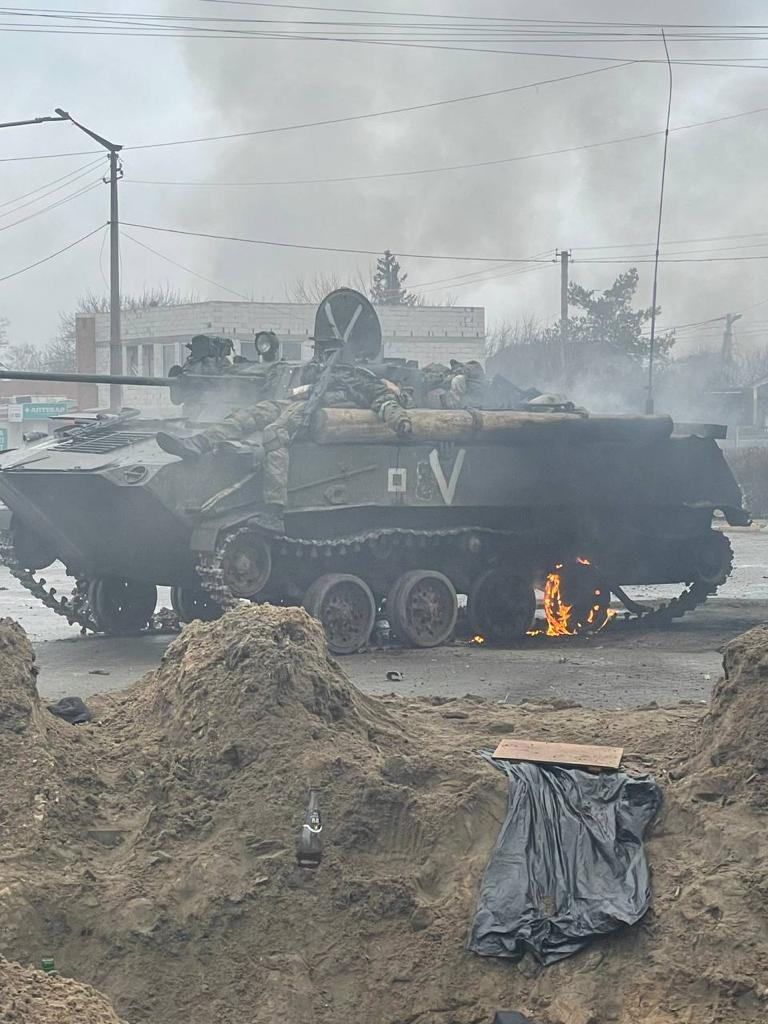
Подбитая в ходе боёв за Гостомель в марте 2022 года техника 31-й гв. одшбр

### Комментарии
1. ↑  Погиб в июне 2023 года в Новой Таволжанке Белгородской области в должности заместителя начальника боевой подготовки ВДВ России